# San Juan Talpa
San Juan Talpa è un comune del dipartimento di La Paz, in El Salvador.